# 김백일

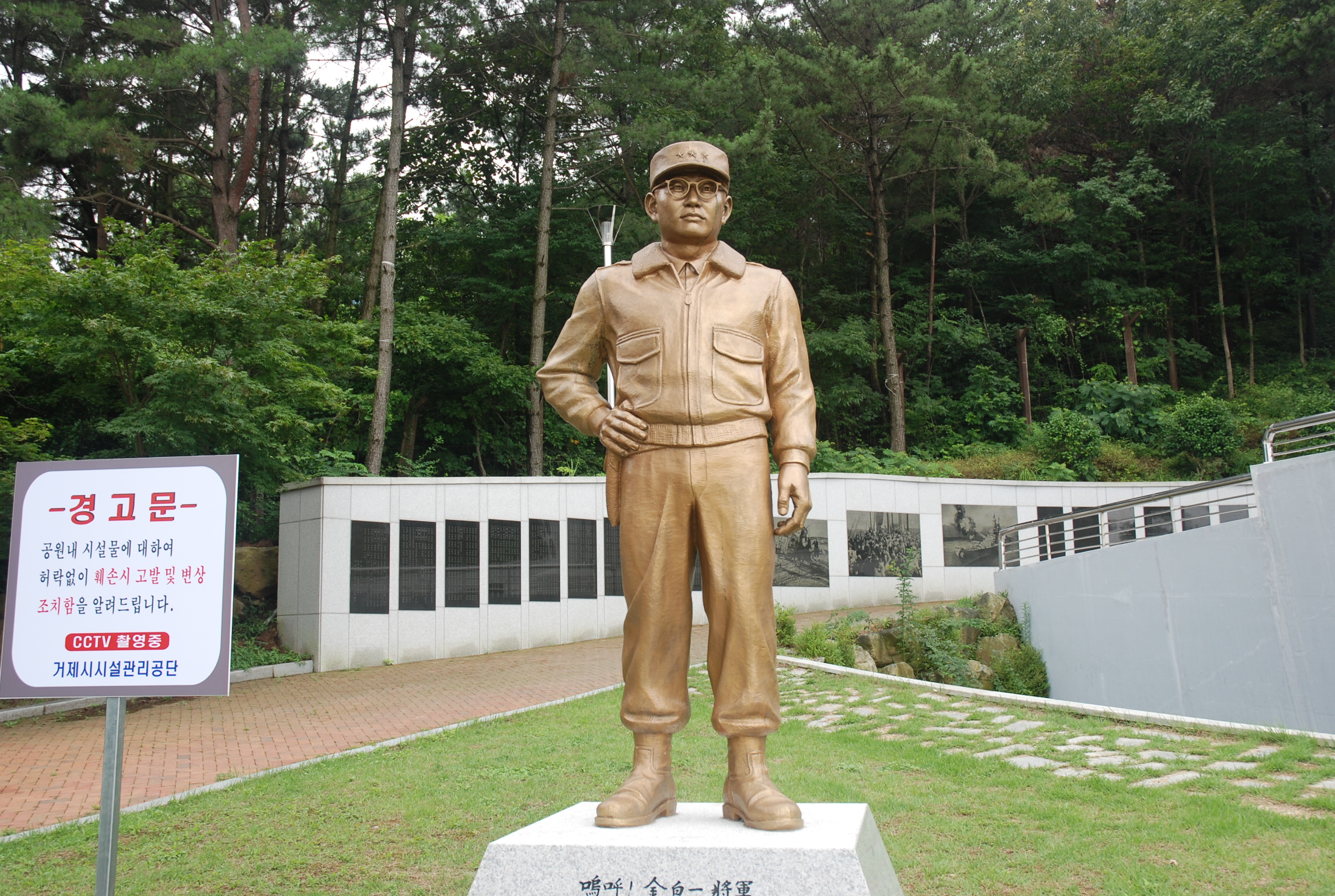
경남 거제 포로수용소의 김백일 동상

김백일(金白一, 1917년 1월 30일 ~ 1951년 3월 28일)은 만주국과 대한민국의 군인이다. 만주 지린성 옌지 출생이다. 만주 지린성 옌지에서 태어났으나 선대의 고향이 함경북도 명천군이었으므로 함경북도 출신으로도 간주된다. 아명(兒名)은 김찬규(金爛奎), 창씨명은 가네자와 도시오(金澤俊男)이다.
봉천군관학교 출신이며 만주군 상위로 1938년 간도특설대 창설요원으로 활동했다. 8.15 해방을 맞아 조선국방경비대에 입대하여 대한민국 국군 창설에 참여하였다. 초대 제병협동본부(대한민국 육군교육사령부와 대한민국 육군 보병학교의 전신)의 본부장이었으며 육군 소장 재직 중 6.25 전쟁에 참전하였다. 6.25 전쟁 중 1951년 3월 28일을 기하여 강원도 평창군 대관령 인근의 상공에서 비행기 추락 사고로 사망했다.

## 생애
본래 집안이 함경북도 명천군 출신이나 부모 대에 간도 지역으로 이주해 살고 있었다. 김백일은 1917년 1월 30일, 북간도 옌지에서 출생하였으며 지난날 한때 함경북도 명천에서 잠시 유아기를 보낸 적이 있고 1921년 이후 북간도 옌지에서 줄곧 자란 그는 이후 만주국 펑톈에 있던 만주국 봉천군관학교를 제5기로 졸업하고 1937년부터 만주군에서 장교으로 복무하며 간도특설대에서 활동했다.
핵심 요원으로 간도특설대에 몸 담은 김백일은 일본의 패망 소식이 이어진 1945년 8월 20일까지 작전을 수행하다, 26일 중국 진저우(錦州)에서 열린 부대 해체식까지 참석했다. 간도특설대가 살해한 항일무장세력과 민간인은 172명에 달한다. 강간·약탈·고문을 당한 이들도 적잖다.
방원철의 증언에 따르면 김백일은 송석하 다음으로 이 특설 부대의 창설에 가장 영향을 많이 끼친 인물이었다. 간도특설대는 만주국 북부에 있던 사회주의 계열 민족 해방세력인 팔로군, 동북항일연군, 조선의용대와 만주 북서부에 잔존해 있던 대한독립군단을 토벌하기 위한 특수 목적을 띈 독립군 토벌 부대였다. 만주군 상위로 태평양 전쟁에 종군하여 일본 정부로부터 서보장을 수여받은 바 있다. 
1945년에 태평양 전쟁 종전으로 만주국이 소멸하자 고향인 명천으로 귀국했다가 월남하여 미군정 영역으로 들어왔다. 이때 이름을 김백일(金白一)로 개명하였으며 1946년에 군사영어학교를 졸업한 뒤 중위로 임관하였고, 남조선국방경비대 제3연대를 창설하여 연대장에 올랐다.
1946년 10월 전라북도 이리에서 군 보급품을 처분하여 화려한 결혼식을 한 것 때문에 연대장에서 해임되기도 했다. 1948년 여순사건 때에는 국군 제5여단을 이끌고 현지에서 계엄사령관으로서 진압작전을 지휘하였다.
1948년에 여순 14연대 반란사건이 일어났을 때 전라남도 광주에 소재한 대한민국 국군 제5여단을 이끌고 전라남도 여수에 진입하였다. 대한민국 국방부는 1948년 12월 15일, 제5여단장 김백일 등 8명의 중령을 대령으로 특진발령하였다. 1949년의 옹진반도 전투에서는 옹진지구전투사령관으로 공을 세웠다. 제병협동본부(육군보병학교의 전신) 교장과 제3사단장(1950년 1월~4월)을 거쳐 대한민국 육군본부 행정참모부장에 임명(1950년 4월 22일)되었다.
육군본부에 부임한 직후 한국전쟁이 발발하자 공석이던 작전참모부장을 겸임하며 퇴각 작전 지휘에 일익을 담당하였다. 그 후 9월 1일에 제1군단장을 맡아 경주 전투와 포항 전투의 승리를 이끌었으며, 이 전공으로 10월에 소장으로 진급했다. 인천 상륙 작전 후 반격 작전기에는 제1군단 예하 제3사단이 삼십팔도선을 먼저 돌파하였으며, 이후 북진을 계속하여 제1군단은 압록강 상류 혜산진까지 도달했다. 이후 흥남 철수 작전 당시에는 미군 제10군단 민사부 고문으로 통역을 맡고 있던 현봉학과 함께 피란민들을 수송선에 수용하도록 설득하는데 중요한 역할을 담당하였다. 김백일은 미군이 피란민을 태우지 않을 경우 한국군 제1군단도 수송선에 타지 않고 피란민을 엄호하며 육로로 퇴각하겠다고 엄포를 놨으며, 현봉학도 알몬드 군단장과 예하 참모장교들에게 피란민을 수용해줄 것을 간언했다. 이러한 공적 때문에 거제도 포로수용소 유적공원에 김백일의 동상이 세워지기도 했다.
1951년 3월에 강원도 대관령 인근의 상공에서 비행기 추락 사고로 사망했다. 사후 육군 중장으로 추서되고 무공훈장 태극장을 수여받았다.

## 사후
사망 두 달 후에 발견된 유해는 국립서울현충원 국가유공자 1묘역의 중앙부에 자리한 장군 제1묘역에 안장되었다. 1966년 6월 10일에 전라남도 장성군에 있는 육군보병학교에 동상이 건립되었다. 상무대 정문 입구의 길에는 그의 이름을 따서 백일로라고 명명되기도 했다.
2009년 친일반민족행위진상규명위원회가 발표한 친일반민족행위 705인 명단에 포함되었다.
2011년 5월 31일 (사)흥남철수작전기념사업회(회장 황덕호)와 함북6·25전적기념사업회는 지난 27일 거제포로수용소에서 〈흥남철수작전 유공자 추모제〉를 열고, 이날 흥남철수작전기념탑 옆에서 김백일 장군 동상 제막식을 가졌다. 지난해 강원도 속초에서 세우려다가 시민사회단체의 반대로 무산되었는데, 경남 거제에 세워진 것이다. 2011년 6월 15일 거제시민단체연대협의회는 거제포로수용소 유적공원 김백일 장군 동상 앞에서 《친일파 김백일의 동상을 즉각 철거하라!》는 성명을 발표하고, 친일파 논란을 빚고 있는 김백일 장군 동상을 향해 계란을 던졌다. 시민연대는 다음과 같이 주장하였고, 거제시는 김백일 기념사업회에 동상 철거를 공식 요청하였다.
2014년 11월 24일 '근로정신대 할머니와 함께하는 시민모임'은 광주광역시 서구 화정동에 위치한 백일초등학교가 김백일의 이름을 따서 지었다고 하는데 아마도 육군보병학교 사격장이 있었던 데에서 유래되었다고 한다.

## 학력
- 만주 은진중학교 수료
- 경성 보성고등보통학교 수료
- 만주 지린 성 지린 중학교 졸업
- 만주 봉천군관학교 5기
- 대한민국 군사영어학교 1기
- 대한민국 조선경비보병학교 졸업
- 대한민국 통위부 보병학교 졸업

## 같이 보기
- 백선엽
- 정일권
- 강재구
- 흥남 철수 작전
- 현봉학

## 참고 자료
- 김백일(金白一) - 국사편찬위원회
- “김백일 중장”. 전쟁기념관. 2004년 10월 18일. 2008년 6월 27일에 확인함.[깨진 링크(과거 내용 찾기)]